# Saint-Aulaye
Saint-Aulaye korábbi község Franciaországban, Dordogne megyében. Lakosainak száma 1358 fő (2018. január 1.).
2016. január 1-jén Puymangou korábbi községgel egyesült és az így létrejött Saint Aulaye-Puymangou új község része lett.

## Népesség
A település népessége az elmúlt években az alábbi módon változott:
| Lakosok száma | 1356 | 1379 | 1398 | 1531 | 1399 | 1354 | 1362 | 1459 | 1364 | 1358 |
|               | 1962 | 1968 | 1975 | 1990 | 1999 | 2008 | 2013 | 2016 | 2017 | 2018 |